# Orangeville
Orangeville, ville ontarienne du Canada, se trouve à 70 km au nord-ouest de la capitale provinciale, Toronto. Le siège administratif du comté de Dufferin y est situé.
Rob Adams a été élu maire en novembre 2006.

## Histoire
Orangeville a été incorporé officiellement le 1er janvier 1874 par acte de l'Assemblée législative de l'Ontario. Le village prend son nom d'Orange Lawrence, commerçant d'origine américaine qui s'y est installé au milieu du XIXe siècle. 

## Démographie
| 2001   | 2006   | 2011   | 2016   |
| ------ | ------ | ------ | ------ |
| 25 248 | 26 925 | 27 975 | 28 900 |

## Personnalités liées à Orangeville
Le catcheur canadien Adam Copeland, plus connu sous son pseudonyme Edge, multiple champion du monde, est né à Orangeville. Le duo de disc jockey DVBBS est également originaire de la ville.